# Strzelce Krajeńskie
Strzelce Krajeńskie (in tedesco Friedeberg (Neumark)) è un comune urbano-rurale polacco del distretto di Strzelce-Drezdenko, nel voivodato di Lubusz.
Ricopre una superficie di 318,57 km² e nel 2004 contava 17 432 abitanti.